# ヤマシン醸造
ヤマシン醸造株式会社（やましんじょうぞう）は、愛知県碧南市に本社を置く日本の食品メーカーである。

## 概要
醤油の製造・販売を行っており、「白しょうゆ」が主力商品である。

## 歴史
- 1802年（享和2年） - 創業[1]。明治時代に味噌・しょうゆ・白しょうゆの専業となるまでは、それ以外にみりんの醸造業、質屋等も営業した[1]。
- 1936年（昭和11年）6月 - 合資会社鳥新商店として法人化する[1]。
- 1959年（昭和34年）4月 - ヤマシン醤油合資会社と改称する（資本金1,000万円）[1]。
- 1964年（昭和39年）11月 - 鳥新合資会社と改称する[1]。同年12月、資本金2,000万円で、ヤマシン醤油株式会社設立[1]。
- 1971年（昭和46年）9月　-　白しょうゆとだし汁をあわせた、現代の白だしとなるしらつゆを発売[1]。
- 1986年（昭和61年）7月 - ヤマシン株式会社に社名変更[1]。
- 2014年（平成26年）9月 - ヤマシン醸造株式会社に社名変更[2]。白しょう油にオリーブオイルを入れたオリーブ白しょう油を2013年（平成25年）に開発、販売している[3]。